# Jeremy Wariner
Jeremy Mathew Wariner (* 31. Januar 1984 in Irving, Texas) ist ein ehemaliger US-amerikanischer Leichtathlet. Er wurde erstmals 2004 Olympiasieger und ist mehrfacher Weltmeister im 400-Meter-Lauf sowie in der 4-mal-400-Meter-Staffel.

## Sportkarriere
Wariner hatte seinen Durchbruch bei den US-Trials 2004, den US-amerikanischen Qualifikationskämpfen, als er überlegen die 400 Meter gewann. Bis zu den Olympischen Spielen 2004 in Athen, bei denen er erwartungsgemäß die Goldmedaille über seine Spezialstrecke gewann, war Wariner noch nie zuvor in Europa gewesen. Mit seiner Finalzeit von 44,00 s, welche für ihn persönliche Bestzeit bedeutete, reihte er sich zudem in die Liste der schnellsten 400-Meter-Läufer aller Zeiten ein.
Auch bei den folgenden Weltmeisterschaften wurde Jeremy Wariner seiner Favoritenrolle gerecht und gewann sowohl 2005 als auch 2007 die Goldmedaille über 400 Meter. Bei den Weltmeisterschaften 2005 in Helsinki siegt er in einem sehr schnellen Finale in neuer persönlicher Bestzeit von 43,93 s. Die beiden weiteren Medaillengewinner sowie der Viertplatzierte liefen ebenfalls alle persönliche Bestzeiten.
Im Finale der Weltmeisterschaften 2007 in Osaka konnte Wariner seine persönliche Bestzeit, welche er erst 24 Tage zuvor verbesserte, nochmals auf 43,45 s steigern, was bis dato die fünftbeste jemals gelaufene Zeit über diese Strecke war. Hinter seinen beiden Landsmännern Michael Johnson und Harry "Butch" Reynolds belegt Wariner damit in der ewigen Weltbestenliste Rang drei.
Bei den Olympischen Spielen in Peking 2008 holte er im 400-Meter-Lauf hinter seinem Landsmann LaShawn Merritt die Silbermedaille. Im 4-mal-400-Meter-Staffelrennen gewann Wariner die olympische Goldmedaille mit dem US-Team. Bei den Weltmeisterschaften 2009 in Berlin unterlag er im 400-Meter-Finale wie bereits ein Jahr zuvor seinem Landsmann LaShawn Merritt und landete mit 54 Hundertstelsekunden Rückstand auf dem Silberrang. Zusammen mit Merritt, Angelo Taylor und Kerron Clement gewann er in Berlin jedoch den Weltmeistertitel in der 4-mal-400-Meter-Staffel.
Wariner wurde für die 4-mal-400-Meter-Staffel der Olympischen Spiele 2012 in London nominiert, erlitt aber wenige Tage vor dem Wettkampf eine muskuläre Verletzung und konnte nicht antreten.

## Statistiken

### Persönliche Bestzeiten
- 200 m: 20,19 s
- 400 m: 43,45 s

| Rang                     | Leichtathlet      | Anzahl |
| ------------------------ | ----------------- | ------ |
| 1.                       | Michael Johnson   | 22     |
| 2.                       | Kirani James      | 10     |
| 3                        | Jeremy Wariner    | 9      |
| 3                        | LaShawn Merritt   | 9      |
| 5.                       | Wayde van Niekerk | 6      |
| 5.                       | Steven Gardiner   | 6      |
| 7.                       | Harry Reynolds    | 4      |
| 7.                       | Quincy Watts      | 4      |
| 7.                       | Isaac Makwala     | 4      |
| 7.                       | Michael Norman    | 4      |
| 7.                       | Muzala Samukonga  | 4      |
| Stand: 8. September 2024 |                   |        |

### Schnellste Läufe über 400 Meter
| Zeit  | Datum         | Ort                  |
| ----- | ------------- | -------------------- |
| 43,45 | 31. Aug. 2007 | Osaka (WM 2007)      |
| 43,50 | 7. Aug. 2007  | Stockholm (DN Galan) |
| 43,62 | 14. Juli 2006 | Rom (Golden Gala)    |
| 43,91 | 8. Juli 2006  | Saint-Denis          |
| 43,93 | 12. Aug. 2005 | Helsinki (WM 2005)   |
| 43,98 | 6. Juni 2008  | Oslo (Bislett Games) |
| 43,99 | 28. Juli 2006 | London               |

## Vergleiche mit Michael Johnson
Mit dem Olympiasieg 2004 avancierte Jeremy Wariner zum Nachfolger des legendären Michael Johnson. Sein Laufstil ist allerdings völlig anders. Der athletische Johnson lief mit trommelndem kurzem Schritt, Wariner wirkt dagegen eher leichtfüßig. Er hat bei einer Größe von 1,83 m ein Wettkampfgewicht von 70 kg.